# Formation (geologi)

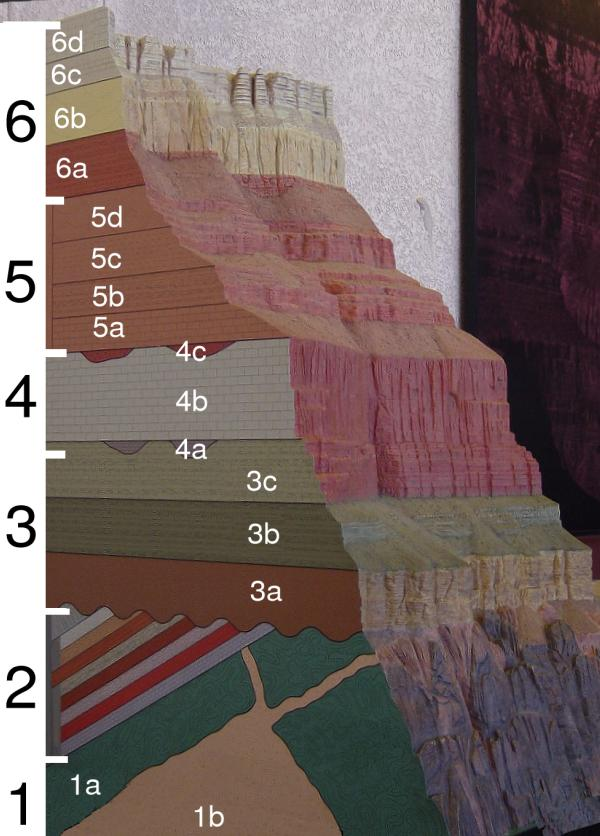
Ett geologiskt tvärsnitt av Grand Canyon. De svarta siffrorna är grupper av formationer och de vita är formationer

En formation eller geologisk formation är den grundläggande enheten inom litostratigrafin. En formation består av ett antal strata som har en jämförbar litologi, facies eller andra liknande egenskaper. Tjockleken på formationen är inte av betydelse för indelningen. Formationer kan delas in i olika led. Flera formationer kan tillsammans bilda en grupp. Typsektioner (stratotyper) i en formation beskriver formationens grundläggande sammansättning, eftersom tunna kalkstenslager är mycket annorlunda från det omgivande skiffer i t.ex. Alunskifferformationen. 
Ett exempel på en geologisk formation är Hell Creek Formation i USA.
Exempel på svenska bergartsformationer är Alunskifferformationen, Kläppeformationen, File Hajdarformationen och Bergekalksten.